# Cavendishia melastomoides
Cavendishia melastomoides är en ljungväxtart som beskrevs av George Bentham, Amp; Hook. f. och William Botting Hemsley. Cavendishia melastomoides ingår i släktet Cavendishia och familjen ljungväxter.

## Underarter
Arten delas in i följande underarter:
- C. m. albiflora
- C. m. coloradensis